# The Pleasure Machine
The Pleasure Machine è stato un gruppo musicale italiano attivo negli anni settanta; hanno anche inciso un album con la denominazione Fourth Sensation.

## Storia del gruppo
Il gruppo nasce dall'incontro di due musicisti ferraresi, il batterista Ellade Bandini e il bassista Ares Tavolazzi, con il tastierista milanese Vincenzo Tempera, noto come Vince Tempera; nel 1969 ottengono un contratto discografico con la Durium, che pubblica pochi mesi dopo un 45 giri contenente la cover di Ballad of easy rider dei Byrds sul lato A e sul retro The Pleasure Machine, scritto dallo stesso Tempera; il disco, che passa inosservato, esce a nome «Vince Tempera e la Macchina del Piacere».
I tre incidono poi un album con la denominazione «Fourth Sensation» con la collaborazione di Angelo Vaggi (diventato poi un affermato discografico), pubblicato dalla Dischi Ricordi.
Nello stesso periodo la Durium pubblica anche un album, a nome del solo Vince Tempera, intitolato The Pleasure Machine, in cui partecipano anche Bandini e Tavolazzi, con gli stessi esiti commerciali del 45 giri: il disco, però, mette in evidenza le doti di validi musicisti dei tre, e per questo motivo la EMI Italiana decide di metterli sotto contratto, pubblicando su 45 giri una loro versione di The long and winding road dei Beatles.
Dopo pochi mesi i tre partecipano all'incisione di un disco di un cantautore della loro stessa casa discografica, Francesco Guccini: il disco si intitola L'isola non trovata e gli arrangiamenti, opera di Tempera, influenzati anche da certe sonorità progressive, mettono in evidenza l'abilità tecnica dei musicisti (basti pensare al basso di Tavolazzi in Il tema o al moog di Tempera in La collina).
Una canzone di questo disco, Asia, viene anche incisa dal gruppo, con sul lato B una traduzione di Friends di Elton John intitolata Amici ed opera di Paolo Limiti; con questo brano partecipano allo spettacolo televisivo Speciale tre milioni dove (come ha raccontato Francesco Guccini nel suo libro autobiografico Un altro giorno è andato) diventano amici di Claudio Baglioni, con il quale organizzano scherzi notturni ai danni dello stesso Guccini.

Nonostante la loro abilità come strumentisti, il disco non ottiene successo.
Sempre nel 1971 i tre partecipano all'incisione di un album "storico" della musica italiana: Terra in bocca dei Giganti, un concept album  sul tema della mafia, ottimamente arrangiato da Tempera, che viene però censurato e non gode quindi di una grande promozione.

Tempera aveva già collaborato con il gruppo con due canzoni pubblicate su 45 giri, Charlot e Voglio essere una scimmia.
Dopo un ultimo 45 giri del 1972 contenente una loro versione di Ultimo tango a Parigi di Gato Barbieri, colonna sonora dell'omonimo film di Bernardo Bertolucci, i Pleasure Machine partecipano alle registrazioni dell'album L'orso bruno di Antonello Venditti, di cui Tempera cura gli arrangiamenti; dopoché il gruppo si scioglie, e Tavolazzi entra negli Area in sostituzione di Patrick Djivas.
In tutte le loro incisioni collabora come chitarrista Gigi Rizzi, pur non essendo un componente ufficiale del complesso.
Nel 1978, l'anno del grande successo di Ufo Robot Goldrake, Tempera richiamerà Bandini e Tavolazzi per suonare nei singoli e nell'album tratti dalle sigle televisive. In particolare, Tempera e Tavolazzi saranno anche coautori della sigla finale della prima serie, Shooting Star.
I tre infatti resteranno legati, continuando a collaborare come session man nei dischi di Francesco Guccini e, a partire dal 1982, affiancandolo anche in concerto.

## Formazione
- Ellade Bandini – batteria
- Ares Tavolazzi – basso, voce
- Vince Tempera – tastiere
- Gigi Rizzi – chitarra (collaboratore fisso del gruppo, pur non facendo parte della formazione a livello ufficiale).

## Discografia
Album in studio
- 1970 - Fourth Sensation (Dischi Ricordi, SIR 22.046; pubblicato come Fourth Sensation)

Singoli
- 1970 - Ballad of easy rider/The Pleasure Machine (Durium, Ld A 7685 - pubblicato come "Vince Tempera e la macchina del piacere")
- 1970 - The long and winding road/A song (EMI Italiana, 3C006-17635)
- 1971 - Fuoco di paglia/Express 9:15 (EMI Italiana, 3C006-17723)
- 1971 - Asia/Amici (friends) (EMI Italiana, 3C006-17773)
- 1971 - Ultimo tango a Parigi/Song for Rosemary (EMI Italiana, 3C006-17876)